# Томаш Леженський
Томаш Леженський (бл. 1603–1675) — єпископ Луцький РКЦ. Польський римо-католицький священник, цистерціанець, єпископ Холмський, архідиякон Сандомирський у 1633 — 1648 рр., Варшавський канонік (1640), канонік Краківський (1645), ігумен Вонхоцького абатства (1648), королівський секретар з 1639.

## Життєпис
Походив зі знатної родини герба Наленч. Був сином Єжи Ґжеґожа і братом Фелікса, королівського шляхтича.
Леженський став священником, будучи вдівцем.
Служив парафіяльним священником у Ленчиці, каноніком Плоцька (1634), королівським секретарем (1640), а також Варшавським каноніком та ігуменом Вонхоцьким. Пізніше Леженський служив єпископом Холмським (1658—1667) зі збереженням абатства.
У 1648 Леженський був курфюрстом Яна II Казимира Вази. Будучи в сані єпископа Холмського, він передав церковне срібло королю Яну II Казимиру Вазі для потреб держави.
На Сеймі про відмову 16 вересня 1668 Леженський підписав акт, що підтверджує зречення Яна II Казимира Вази.
Отримавши Холмську єпархію, Леженський розпочав роботу з відновлення в ній церковного життя. Пізніше він був єпископом Луцьким (1667–1675), але перебував у Яневі Підляському.
Курфюрст Михайла Корибута Вишневецького у 1669 та Яна III Собеського у Волинському воєводстві (1674).
У 1675 заснував нову церкву у Ґловачуві.
Призначений примасом короля Яна III, Леженський не зміг зайняти цю посаду, оскільки невдовзі помер.